# Comunicazione aumentativa e alternativa

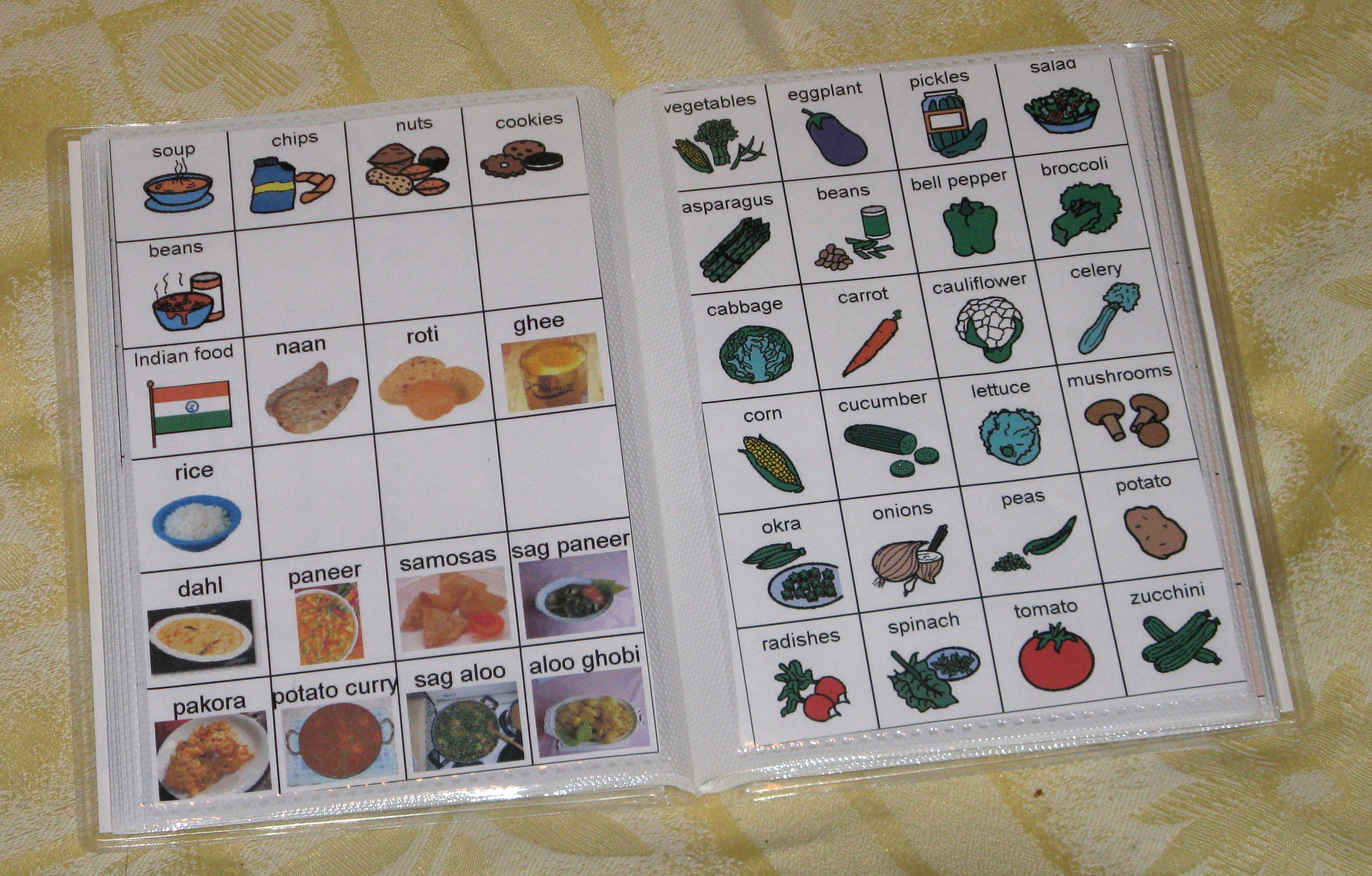
Raccolta di simboli PCS per tabella di comunicazione

Con comunicazione aumentativa e alternativa (detta anche CAA) si indica un insieme di conoscenze, tecniche, strategie e tecnologie atte a semplificare ed incrementare la comunicazione nelle persone che hanno difficoltà ad usare i più comuni canali comunicativi, con particolare riguardo al linguaggio orale e alla scrittura.
Viene definita aumentativa in quanto non si limita a sostituire o a proporre nuove modalità comunicative ma, analizzando le competenze del soggetto, indica strategie per incrementare le stesse (ad esempio le vocalizzazioni o il linguaggio verbale esistente, i gesti, nonché i segni). Viene definita alternativa in quanto si avvale di strategie e tecniche diverse dal linguaggio parlato.
Tale approccio ha come obiettivo la creazione di opportunità di reale comunicazione e di effettivo coinvolgimento della persona; pertanto dev'essere flessibile e su misura della persona stessa.

## Storia e diffusione
I primi esempi sperimentali di comunicazione aumentativa alternativa iniziarono negli anni cinquanta negli Stati Uniti, molto spesso all'interno delle stesse famiglie delle persone con disabilità. Racconta Michael Williams, soggetto con difficoltà comunicative ed ora uno dei principali conferenzieri sull'argomento, che, da piccolo, comunicava con i suoi genitori tracciando dei complessi gesti nell'aria che rappresentavano i concetti che volevano esprimere. La svolta fu quando gli fu proposta una semplice tabella alfabetica che lo aiutò ad articolare con più facilità i suoi pensieri.
Tra gli anni cinquanta e gli anni settanta il progresso della medicina fece sì che un numero sempre maggiore di soggetti riuscissero a sopravvivere a ictus, traumi e malattie, pur mantenendo danni cerebrali che rendevano impossibile o difficoltosa la comunicazione. I riabilitatori iniziarono ad utilizzare un numero sempre maggiore di ausili alla comunicazione, anche se i tentativi rimanevano sempre nell'ambito dell'oralità e non erano sistematici.
Il progresso della medicina, il fatto che la disabilità non venisse più nascosta (anche alcuni personaggi famosi dell'epoca, come John F. Kennedy, dichiararono di avere parenti con disabilità comunicativa) e che le varie comunità di sordi esigessero il diritto di essere educati ad una lingua dei segni, aprirono la strada all'idea di proporre a soggetti con gravi disabilità linguistiche e motorie una serie di simboli grafici, parte di un vero e proprio linguaggio alternativo.
Il primo programma di CAA venne attuato all'ospedale di Jowa City dal 1964 al 1974 ed era rivolto a bambini affetti da paralisi cerebrale infantile.
Sempre in questo periodo, cominciò a farsi strada l'idea che la tecnologia potesse essere di aiuto ai soggetti con difficoltà comunicative attraverso la creazione di ausili o dispositivi adattati che potevano aggirare le disabilità dei soggetti.
Il primo prodotto derivato da questa filosofia fu il POSM (Patient Operator Selected Mechanism), una semplice macchina da scrivere semplificata ideata nel 1960 da Reg Mailing, un volontario all'interno di un ospedale specializzato per pazienti paralizzati, lo Stoke Manderville Hospital. Reg Mailing si accorse che alcuni pazienti erano capaci di comunicare con gli altri solo con l'ausilio di una campanella. Successivamente al POSM, Reg Mailing brevettò altre macchine dello stesso tipo come il PILOT, creato nel 1967 e basato su fotocellule, che permetteva al paziente di controllare ciò che aveva digitato attraverso dei segnali luminosi.
Negli anni settanta gli ausili per la comunicazione aumentativa furono perfezionati e adattati anche per essere indossati e permettere un contatto visivo con l'interlocutore. Nel 1973 Toby Writer ideò un dispositivo indossabile, chiamato "The LightWriter", che permetteva di visualizzare su un display ciò che il soggetto digitava.
Nel 1971 Shirley Mac Naughton avviò a Toronto un progetto di ricerca, facendo uso dei simboli grafici proposti da Charles Bliss, noti come Blissymbolics. Tali simboli, basati sul segno grafico o immagine ma non sulla fonetica, potevano essere appresi con facilità anche da chi non riusciva ad acquisire il codice alfabetico e permettevano l'espressione di concetti anche molto sofisticati. I risultati furono entusiasmanti, portando la rapida diffusione dei simboli Bliss in tutto il mondo, dando avvio ad una rivoluzione sociale che iniziò a dare dignità di linguaggio anche ad altre modalità comunicative differenti da quelle orali e al diritto da parte dei disabili di essere educati e formati a tali, e tramite tali, modalità comunicative.
Nel 1982 venne creata l'International Society for Augmentative and Alternative Communication (ISAAC), il cui nome deriva dalla definizione con cui ci si riferiva a tale area, "Augmentative and Alternative Communication". Il verbo to augment doveva essere possibilmente presente in tutte le lingue e doveva chiarire come l'obiettivo dell'intervento dovesse essere quello di incrementare le capacità comunicative esistenti.
Contestualmente, gli ausili informatici diventarono sempre più diffusi e sempre più piccoli e maneggevoli.
La tappa certamente più significativa per l'Italia fu la fondazione nel 2002 del Chapter ISAAC Italy, che raduna le persone interessate come i disabili, le loro famiglie, i professionisti nel settore e si propone di diffondere e far conoscere gli obiettivi della CAA.

## La prima città in CAA: San Cesareo
San Cesareo è un comune italiano della città metropolitana di Roma Capitale, nel Lazio. Dal 2025, è riconosciuto come la prima città al mondo ad aver adottato un modello integrato di CAA a livello urbano, attraverso il progetto Polis Up.

### Il progetto Polis Up
"Polis Up" è un progetto di innovazione sociale avviato nel 2023 e finalizzato a rendere l'intero comune accessibile dal punto di vista comunicativo, grazie all'impiego della CAA per facilitare la comunicazione delle persone con bisogni comunicativi complessi.
Il progetto è stato ideato e realizzato dal Comune di San Cesareo insieme alla Cooperativa Sociale Le Ginestre, con la collaborazione dell'Associazione Insieme ad Alessandro Uniti per l'Autismo, dell'Istituto Comprensivo di San Cesareo, con il patrocinio di ISAAC Italy e ANGSA Lazio, e con un finanziamento del Distretto dell'Economia Civile della XI Comunità Montana dei Castelli Romani e Prenestini.

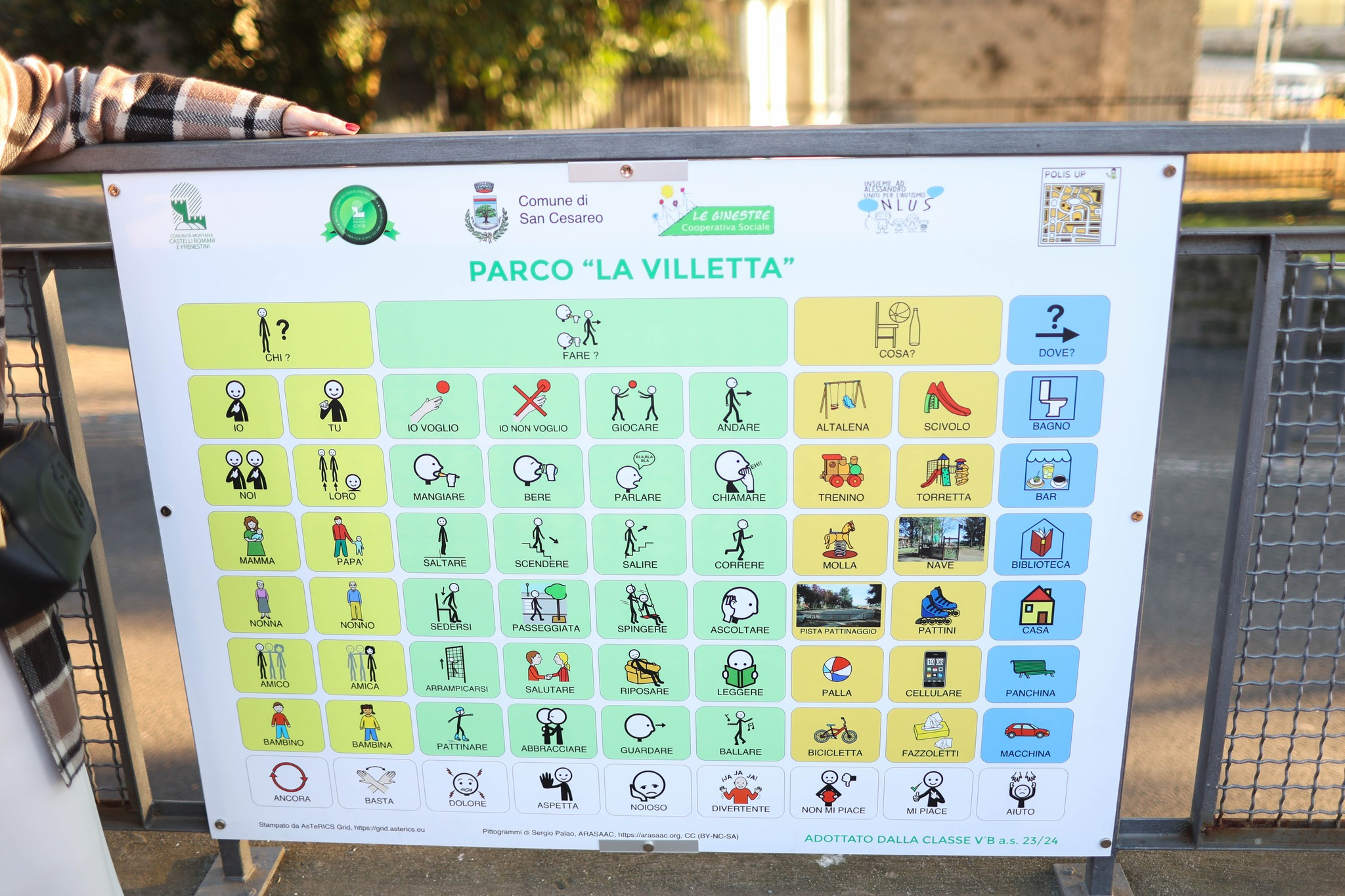
Tabella di Comunicazione generale di accesso al Parco "Beatrice Arti" conosciuto anche come parco "La Villetta" - San Cesareo

### Azioni principali
Le principali azioni messe in campo dal progetto:
- L'accessibilità in CAA di 10 spazi pubblici (Biblioteca Comunale, tutti i plessi scolastici del Comune e il Municipio), dotati di pannelli informativi e segnaletica accessibile.
- La realizzazione di tre parchi giochi inclusivicon supporti visivi e comunicativi.
- La creazione di una mappa cittadina in CAA, per agevolare l'orientamento sul territorio esposta nel Municipio e su tutte le pensile delle fermate del bus del Comune. Inoltre la mappa consente anche una navigazione multimediale del paese con i principali luoghi di interesse e gli spazi pubblici in CAA attraverso una mappa online.
- 500 ore di formazione rivolte a educatori, famiglie e operatori sociali.
- Il coinvolgimento diretto di 13 classi scolastiche e oltre 300 studenti in percorsi di co-progettazione con esperti in CAA e adozione di spazi urbani.
- Un percorso di estensione futura al tessuto commerciale e alla ulteriore formazione della comunità, per favorire una completa accessibilità cittadina.

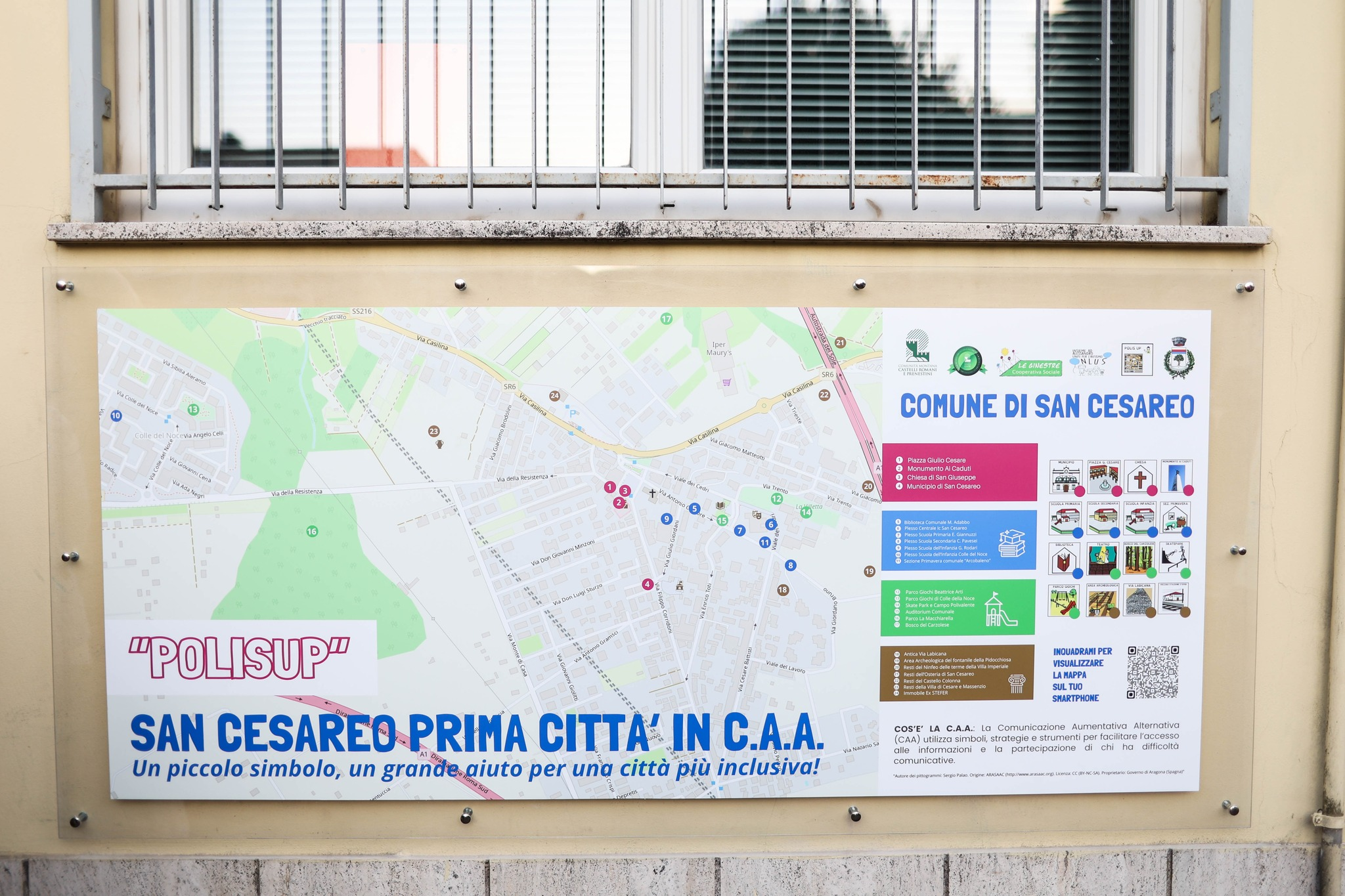
Mappa del Comune di San Cesareo con indicati i suoi principali punti di interesse, sia nella forma classica che potenziata in CAA, con la possibilità di navigare la mappa in modalità multimediale tramite il QR Code

### Rilevanza e unicità
San Cesareo rappresenta ad oggi un caso unico a livello internazionale, in quanto:
- È il primo esempio di Comune accessibile tramite la CAA, superando modelli applicati solo a singole strutture (musei, scuole, parchi).
- Ha sviluppato un sistema urbano inclusivo che coinvolge educazione, spazi pubblici, gioco, mobilità e servizi.
- È riconosciuto come buona prassi replicabile da enti e organizzazioni che si occupano di accessibilità e inclusione.

### Confronto con altre esperienze
Altri esempi di utilizzo della CAA a livello nazionale e internazionale includono:
- Genova (Italia): musei accessibili con percorsi in CAA (es. Castello D'Albertis).
- Pompei (Italia): guida in CAA nel Parco Archeologico.
- Vicenza (Italia): siti culturali con strumenti di CAA.
- Empoli (Italia): aree gioco inclusive con CAA.
- Aquileia (Italia): porto fluviale con pannelli in CAA.
- Aragona - ARASAAC (Spagna): piattaforma di simboli e risorse in CAA, utilizzata globalmente ma non applicata a spazi urbani.

Tuttavia, nessuna di queste esperienze ha finora esteso l'applicazione della CAA all'intero tessuto urbano come nel caso di San Cesareo.

### Riconoscimento internazionale e documentario BBC
Nel 2025 il progetto Polis Up – San Cesareo prima Città in C.A.A., promosso dal Comune di San Cesareo in collaborazione con la Cooperativa sociale Le Ginestre, ha ottenuto rilievo internazionale grazie alla BBC (British Broadcasting Corporation), principale emittente radiotelevisiva pubblica del Regno Unito. L'emittente ha dedicato al progetto un episodio del programma radiofonico/podcast People fixing the World (Persone che aggiustano il mondo), trasmesso il 12 agosto 2025. Il documentario, curato dal giornalista e documentarista Sean Allsop e registrato a San Cesareo il 20 giugno 2025, ha illustrato le azioni avviate dal 2023 per l'introduzione della CAA negli spazi pubblici e nei servizi educativi.

## Principi generali

### Intervento
Nella CAA non esistono soluzioni universali adatte ad ogni soggetto. Al contrario, per ogni soggetto è necessario creare un intervento ad hoc: ogni strumento va scelto in base alle caratteristiche della persona e al momento particolare della sua vita in cui viene richiesto, e quindi lo stesso va migliorato, adattato o aggiustato secondo necessità, oltre ad essere personalizzato per la persona stessa. 
Per quanto riguarda i simboli, ad esempio, i bambini dovranno avvicinarsi ad essi non attraverso l'insegnamento ma attraverso l'esposizione. Ai partner comunicativi è quindi richiesto di utilizzare gli stessi strumenti comunicativi e le stesse tecniche della persona non verbale in  "entrata". Il "parlare la stessa lingua" (condividendo il codice) è una delle strategie di CAA e viene definita modellamento.

### Progetto e valutazione
La valutazione, la progettazione specifica e l'intervento nel caso della CAA sono fondamentali per dare un aiuto concreto e maggiori possibilità di comprensione e di relazione, a chi presenta disturbi cognitivi e/o di comunicazione. La valutazione e il progetto di CAA devono essere effettuate da un'equipe multidisciplinare e accompagnano la persona lungo il corso della vita. Così come cambiano le possibilità e le capacità di partecipazione e i contesti di vita, al medesimo modo i bisogni comunicativi si modificano ed il progetto e l'intervento di CAA devono seguire tali mutamenti.

## Libri in simboli
I libri in simboli sono libri illustrati con testo parzialmente o integralmente scritto in simboli, che supportano l'attenzione condivisa e l'ascolto da parte del bambino con disabilità (con disabilità soprattutto complessa e della comunicazione). Questi libri sono scritti utilizzando parole associate a simboli; costruire libri “su misura” quindi, per bambini con disabilità della comunicazione, risulta essere una metodologia efficace per la comprensione del testo. Altro fondamentale requisito è che il libro "deve infatti essere su misura” per il bambino, perché possa trovare dei validi agganci ed appassionarsi alla voce narrante. La presenza delle emozioni, legate all'interpretazione da parte dell'adulto di saper coinvolgere e assaporare la lettura, assume la sua centrale importanza nella condivisione del libro. Nel caso del bambino con disabilità della comunicazione, può essere necessario adattare ed integrare molti aspetti: contenuto, modo di leggere, grafica e immagini, struttura della frase, testo, struttura fisica. Ruolo importante e fondamentale poi lo svolgono le tabelle in simboli che consentono al lettore con bisogni comunicativi complessi di interagire durante e dopo la lettura.